# ماروبرا، نیو ساوت ولز
ماروبرا (به انگلیسی: Maroubra) یک حومه شهر در استرالیا است که در نیو ساوت ولز واقع شده‌است.